# Campionato asiatico 1987 (hockey su pista)
Il Campionato asiatico di hockey su pista 1987 è stata la seconda edizione della massima competizione asiatica per le rappresentative di hockey su pista maschili maggiori e fu organizzata dalla CARS. La competizione si svolse a Suwon in Corea del Sud. 
La vittoria finale è andata alla nazionale di Macao che si è aggiudicata il torneo per la prima volta nella sua storia.

## Formula
Il campionato asiatico 1987 vide la partecipazione di sei nazionali asiatiche. La manifestazione fu organizzata tramite un girone all'italiana con gare di sola andata; erano assegnati due punti per l'incontro vinto, un punto a testa per l'incontro pareggiato e zero la sconfitta. Al termine del torneo la squadra prima classificata venne proclamata campione d'Asia.

## Squadre partecipanti
| Squadra       | Partecipazioni precedenti al torneo |
| ------------- | ----------------------------------- |
| Corea del Sud | Esordiente                          |
| Giappone      | 1 (1985)                            |
| Hong Kong     | Esordiente                          |
| India         | 1 (1985)                            |
| Macao         | Esordiente                          |
| Taipei cinese | Esordiente                          |

Nota bene: nella sezione "partecipazioni precedenti al torneo" le date in grassetto indicano la squadra che ha vinto quell'edizione del torneo

## Svolgimento del torneo

### Classifica finale
| Pos | Squadra       | Pt | G | V | N | P | GF | GS | DG  |
| --- | ------------- | -- | - | - | - | - | -- | -- | --- |
| 1.  | Macao         | 10 | 5 | 5 | 0 | 0 | 45 | 7  | +38 |
| 2.  | India         | 8  | 5 | 4 | 0 | 1 | 64 | 12 | +54 |
| 3.  | Giappone      | 6  | 5 | 3 | 0 | 2 | 43 | 10 | +33 |
| 4.  | Taipei cinese | 4  | 5 | 2 | 0 | 3 | 24 | 28 | -4  |
| 5.  | Corea del Sud | 2  | 5 | 1 | 0 | 4 | 12 | 64 | -54 |
| 6.  | Hong Kong     | 0  | 5 | 0 | 0 | 5 | 1  | 68 | -67 |